# Juan Corradi
Juan Corradi (Cortemaggiore, Piacenza, siglo XVIII - Madrid, c. 1835), escritor, traductor y periodista español de origen italiano, padre del escritor, periodista y político Fernando de Corradi.

## Biografía
Nació en Cortemaggiore, cerca de Piacenza, en el ducado de Parma, y provenía de una rama lateral de los marqueses de  Corradi; desde joven estuvo muy dotado para las lenguas y fue políglota, lo que aprovechó para trabajar como traductor. Vino a España quizá como pariente del gran impresor y comerciante de libros madrileño Ángel Corradi. Como expone Elisabel Larriba, en 1804 intentó publicar un Diario de las Damas, pero le fue denegado, también en un segundo intento dirigido directamente al rey en 1805, por la persona de Juan Antonio Melón. En 1806 intentó publicar otro con el título de Diario de la Juventud, y se le volvió a denegar, aunque adjuntaba siete números ya escritos. Fue guardia de corps de la Compañía Italiana, recomendado a la reina María-Luisa por el duque de Parma; tras ser ascendido a cadete de guardias (grado equivalente a capitán de caballería), dejó el cuerpo para ingresar en el Estado Mayor, pero fue complicado en la causa de El Escorial a causa de su amistad con el duque de San Carlos y terminó encerrado en la cárcel con su mujer y cinco hijos pequeños; allí nació en 1808 su sexto hijo, el futuro campeón del periodismo liberal Fernando de Corradi. Liberado, Juan Corradi se dedicó a estudiar la lengua y la literatura españolas y luchó en la Guerra de la Independencia escribiendo en los periódicos de entonces, e hizo amigos importantes entre los liberales: Agustín Argüelles, Diego Muñoz Torrero y  el conde de Toreno. Fue jefe de redacción desde 1810 del Diario de las Actas y Discusiones de las Cortes durante las Cortes de Cádiz. Obligado a emigrar por liberal en 1814, estuvo en Francia entre 1814 y 1820, año y medio en Perpiñán y luego en París desde junio de 1817. En 1820 fue repuesto en el cargo de jefe de redacción del Diario de las actas y discusiones de las Cortes (1820-1823). También fue jefe de redacción del Diario de la Corte de Madrid, 1822. En septiembre de 1822 estaba en París con Beltrán de Lis y con él fue expulsado del país por un oscuro asunto no aclarado. Tradujo obras del francés, a veces con su nombre, a veces bajo el anagrama de Juan Idarroc, por ejemplo algunas novelas de François-Thomas-Marie de Baculard d'Arnaud y los estudios sobre Cristóbal Colón de Joachim Heinrich Campe, que amplió. Debió morir hacia 1835, ya que de ese año data el último libro traducido por él.

## Obras
- Catecismo político, arreglado á la constitución de la monarquia española: para ilustración del pueblo, instrucción de la juventud, y uso de las escuelas de primeras letras. [Madrid], en la oficina de Collado, 1812. Su segunda edición fue presentada en octubre de 1820.
- Descubrimiento y conquista de la América, o compendio de la historia general del Nuevo Mundo, Madrid, 1803 (es traducción; sólo son de su autoría las ampliaciones y notas).
- Duende de nuestros exercitos; Descubierto por un buen patriota, 1810.
- Defensa de la libertad de la imprenta. Examen del papel intitulado observationes sobre la libertad de la Prensa, 1810.